# Zahra Nemati
Zahra Nemati (née le 30 avril 1985 à Kermân) est une archère iranienne. Elle est double médaillée aux championnats du monde de tir à l'arc.

## Biographie
Ceinture noire de taekwondo, Zahra Nemati se blesse à la colonne vertébrale en 2004 lors d'un accident routier et perd l’usage de ses deux jambes,.
Zahra Nemati commence le tir à l'arc en 2007. Elle participe à ses premières compétitions internationales en 2008. En 2011, elle remporte trois médailles aux championnats du monde handisport. En 2012, elle remporte deux médailles paralympiques lors des Jeux paralympiques de Londres. Lors des championnats d'Asie de 2015, Nemati se qualifie pour les Jeux paralympiques et les Jeux olympiques de 2016, la première archière à réussir cette performance depuis Paola Fantato en 1996,. Désignée comme porte-drapeau de l'Iran pour les Jeux olympiques de Rio, elle se classe 33e des Jeux olympiques et remporte une deuxième médaille d'or aux Jeux paralympiques.
Elle est 42e mondiale chez les valides et 15e mondiale chez en para-archerie.

## Palmarès
- Jeux olympiques[4]
  - 33e à l'individuel femme aux Jeux olympiques d'été de 2016 à  Rio de Janeiro.

- Jeux paralympiques[4]
  -  Médaille d'or à l'épreuve individuelle femme catégorie W2 aux Jeux paralympiques d'été de 2012 à Londres.
  -  Médaille de bronze à l'épreuve par équipe femmes catégorie libre aux Jeux paralympiques d'été de 2012 à  Londres (avec Zahra Javanmard et Razieh Shir Mohammadi).
  -  Médaille d'or à l'épreuve individuelle femme catégorie libre aux Jeux paralympiques d'été de 2016 à Rio de Janeiro.
  -  Médaille d'argent à l'épreuve par équipe mixte catégorie libre aux Jeux paralympiques d'été de 2016 à  Rio de Janeiro (avec Ebrahim Ranjbarkivaj).
  -  Médaille d'or à l'épreuve individuelle femme catégorie arc classique aux Jeux paralympiques d'été de 2020 à  Tokyo.

- Championnats du monde handisport[4]
  -  Médaille d'argent à l'épreuve individuelle femme catégorie W2 aux championnats du monde handisport 2011 à  Turin.
  -  Médaille de bronze à l'épreuve par équipe femme catégorie libre aux championnats du monde handisport 2011 à  Turin (avec Zahra Javanmard et Razieh Shir Mohammadi).
  -  Médaille d'or à l'épreuve par équipe mixte catégorie libre aux championnats du monde handisport 2011 à  Turin (avec Ebrahim Ranjbarkivaj).
  -  Médaille d'or à l'épreuve individuelle femme catégorie W2 aux championnats du monde handisport 2013 à  Bangkok.
  -  Médaille de bronze à l'épreuve par équipe mixte catégorie libre aux championnats du monde handisport 2013 à  Bangkok (avec Gholamreza Rahimi).
  -  Médaille d'or à l'épreuve individuelle femme catégorie libre aux championnats du monde handisport 2017 à Pékin.
  -  Médaille de bronze à l'épreuve par équipe mixte catégorie libre aux championnats du monde handisport 2017 à Pékin (avec Gholamreza Rahimi).

- Jeux asiatiques[4]
  -  Médaille de bronze à l'épreuve individuelle femme catégorie W2 aux Jeux asiatiques de 2010 à Guangzhou.
  -  Médaille d'or à l'épreuve individuelle femme catégorie libre aux Jeux asiatiques de 2014 à  Incheon.

- Championnats d'Asie[4]
  -  Médaille d'or à l'épreuve individuelle femme catégorie handisport libre aux championnats d'Asie de 2015 à  Bangkok.